# Хэнкс, Стив
Стив Хэнкс (англ. Steve Hanks; 24 ноября 1949, Сан-Диего — 21 апреля 2015, Альбукерке) — американский художник, акварелист. Особо известен своими изображениями женщин и детей. Свой стиль называл «эмоциональным реализмом».
Уже при жизни получил признание и был отмечен многими наградами.

## Биография и творчество
Родился в семье военного.
В 1966 году его семья переехала в       Альбукерке. Именно там он прожил большую часть своей жизни.
Увлекался спортом, серфингом и теннисом.
После окончания школы поступил в Академию изящных искусств в Сан-Франциско, где проучился год, а затем перешел в Калифорнийский колледж искусств и ремесел (ныне en:California College of the Arts), который окончил в 1960-е со степенью бакалавра изобразительных искусств. 1960-е оказали на него большое влияние.
Незадолго до смерти у него был диагностирован рак.
Первоначально работал карандашом и масляными красками. Последними он писал 15 лет, однако из-за проявившейся в 1980-е  на них аллергии  был вынужден обратиться к акварелям. Именно акварелью он написал те  работы, которые принесли ему всемирную известность.
Он уделял много внимания деталям и цвету, делавшим его картины очень реалистичными.
Его работы включены во многие частные и государственные коллекции.
Отмечен наградой Национального общества акварелистов (1991) и  золотой медалью Национальной академии западного искусства (1992).
Также он был лауреатом многих других профессиональных премий.
С 1993 года входил в десятку американских мастеров по версии журнала U.S. Art Magazine.
Был женат на Лоре Хэнкс, у пары было трое детей. 
Ушёл из жизни в апреле 2015 года от остановки сердца.